# Гранатина

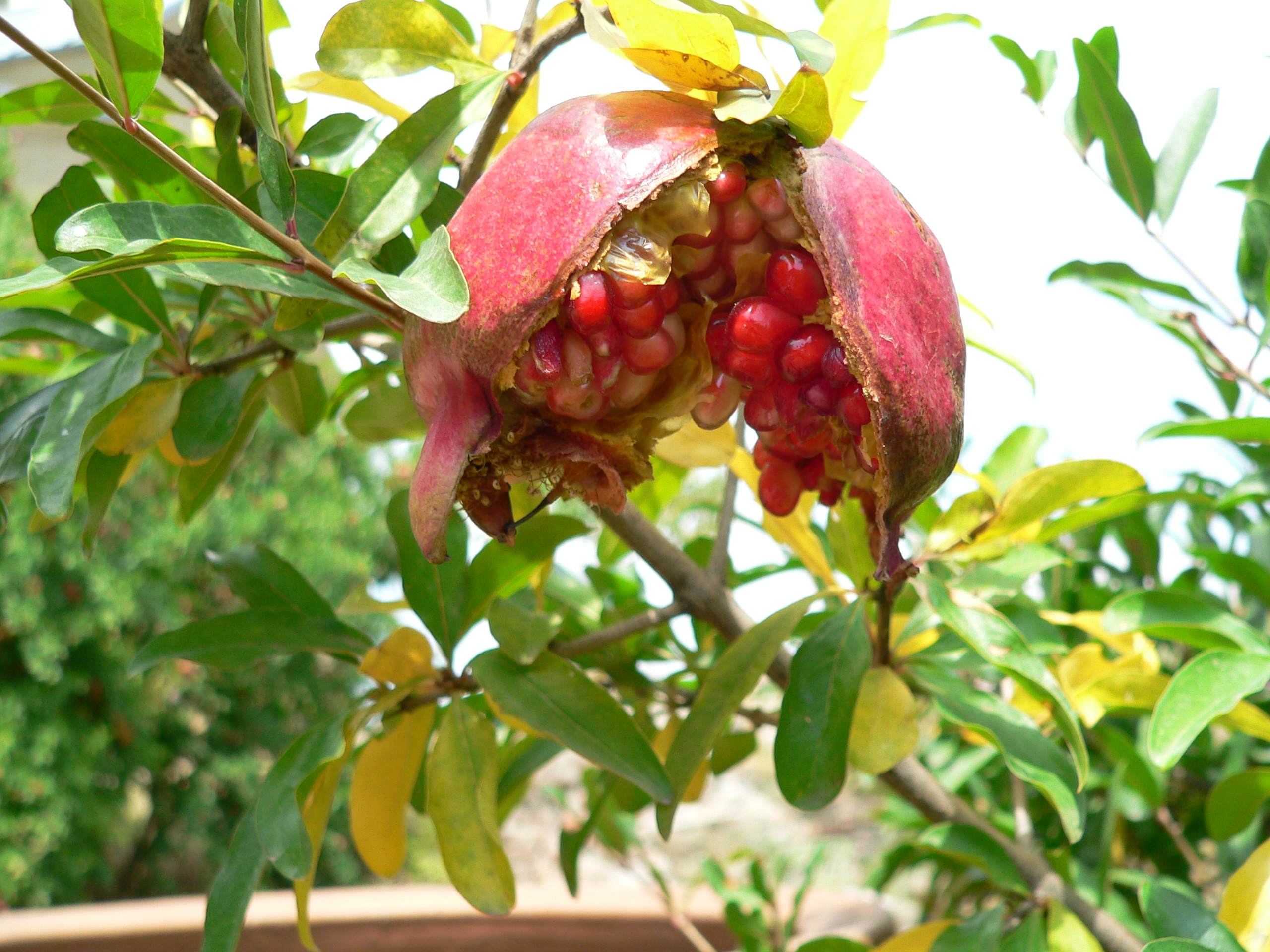
Плод гранатового дерева, вскрывшийся на дереве

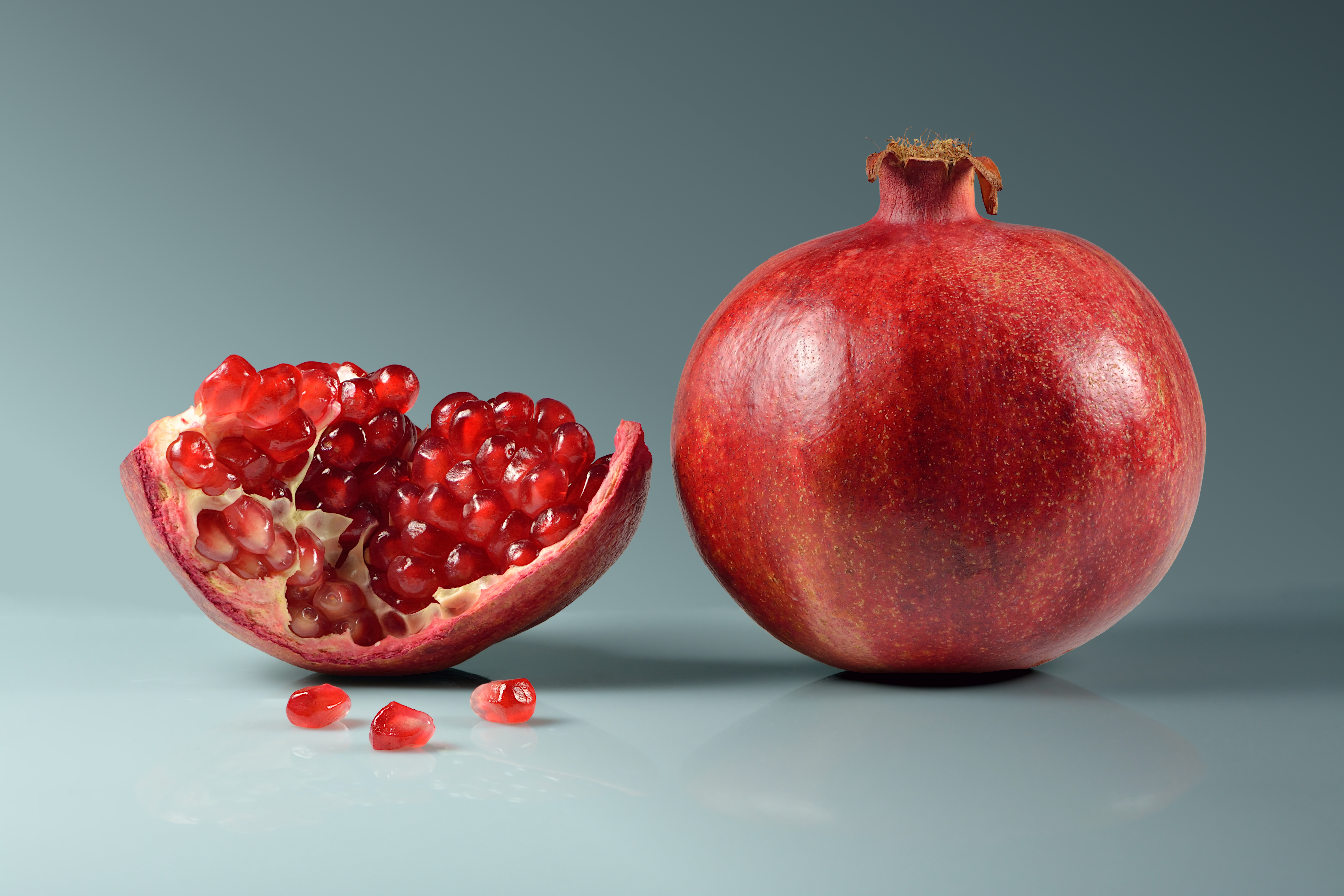
Плод граната обыкновенного

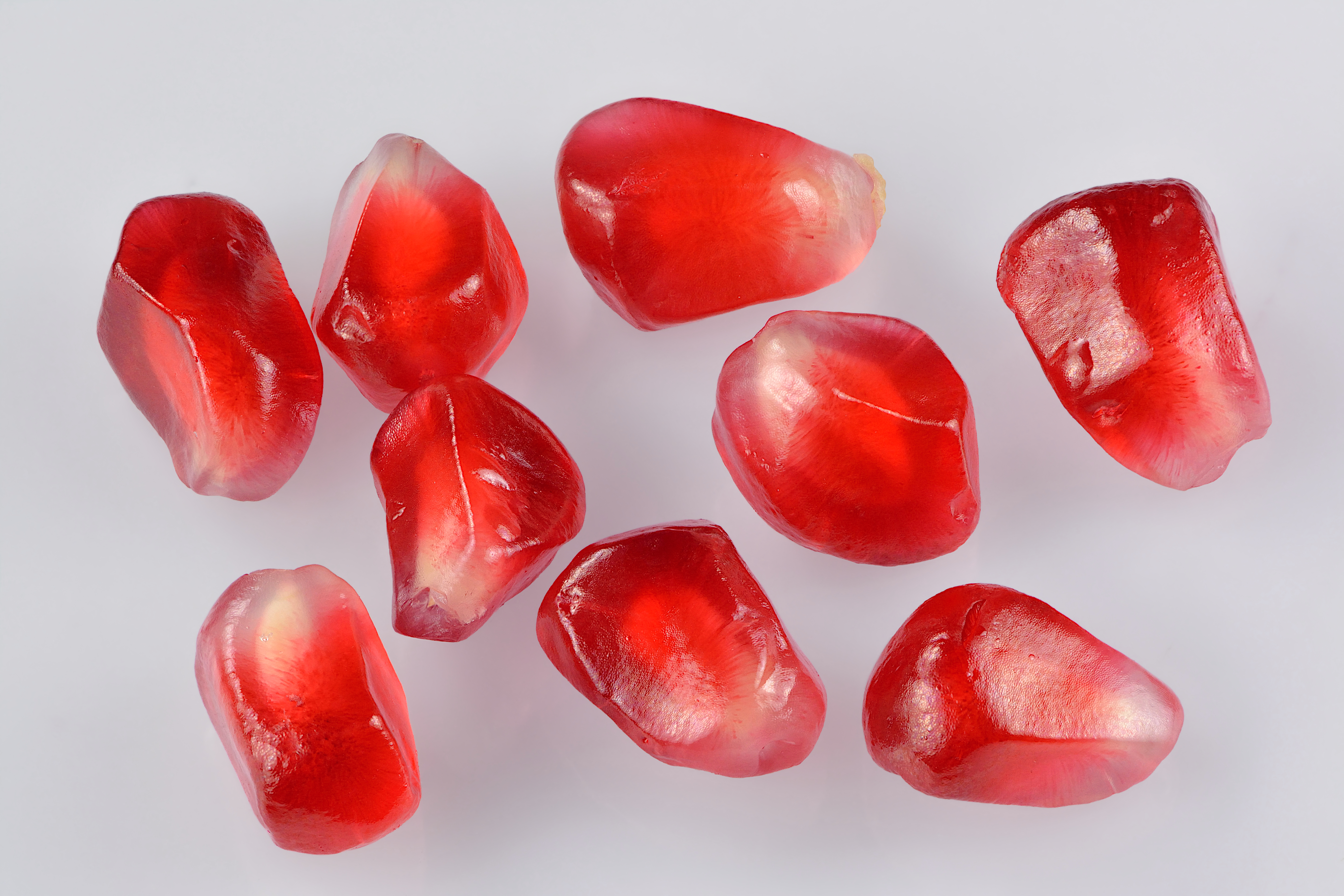
Семена

Грана́тина (лат. balaūsta) — плод, характерен для представителей рода гранат (Punica).
Русское название происходит от лат. pomum granatum — «зерненое яблоко», далее из granum «зерно», от праиндоевр. *gre-no- «зерно». Научное латинское название — от лат. balaustĭum, далее из др.-греч. βαλαύστιον «плод граната».

## Морфология
Некоторые классификации определяют гранатину как нижнюю синкарпную коробочку. Многосеменной многогнёздный плод с плотным кожистым околоплодником (перикарпием), неправильно растрескивающимся при созревании. Цвет кожуры варьируется от оранжево-жёлтой до буро-красной. Отдельные плоды некоторых сортов достигают 15—18 см в диаметре. Семена многочисленные, до 1000—1200 и более в одном плоде, находятся в 6—12 камерах или гнёздах, расположенных в два яруса. Каждое семя окружено сочным съедобным покровом. Гнёзда плотно заполнены семенами, очень сочная кожура которых и является съедобной частью граната. Семена характеризуются сочной, ярко окрашенной семенной кожурой.

## Развитие

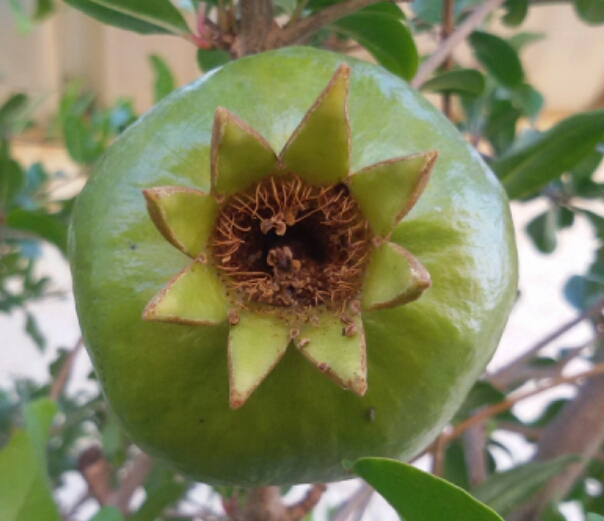
Зелёный (незрелый) плод граната

Гранатина развивается из нижней завязи. Гинецей, в цветке расположенный в два круга, впоследствии сильно изменяется. При разрастании цветоложа наружный круг плодолистиков смещается вверх и образует второй ярус над плодолистиками внутреннего круга. Таким образом формируется двухъярусно-четырёхгнёздный плод, строение которого легко можно увидеть на продольном разрезе.

## Состав плода
Плоды граната богаты сахарами, таннинами, витамином C, содержат клетчатку, минеральные вещества и микроэлементы: кальций, магний, калий, марганец, натрий. Плоды дают до 60 % сока с высоким содержанием антоцианов. В соке культурных сортов граната находится от 8 до 20 % сахара (глюкоза и фруктоза), до 10 % лимонной, яблочной, щавелевой и других органических кислот, фитонциды, азотистые вещества, танины, сернокислые, хлористые и другие соли.
В корке плодов гранатового дерева достаточно высокая концентрация дубильных веществ. В начале 1983 года сотрудниками кафедры химии Андижанского педагогического института и специалистами Центрального научно-исследовательского института кожевенно-обувной промышленности была завершена разработка технологии получения экстракта дубильных веществ из кожуры плодов граната для дубления кожаных изделий.

## Символика

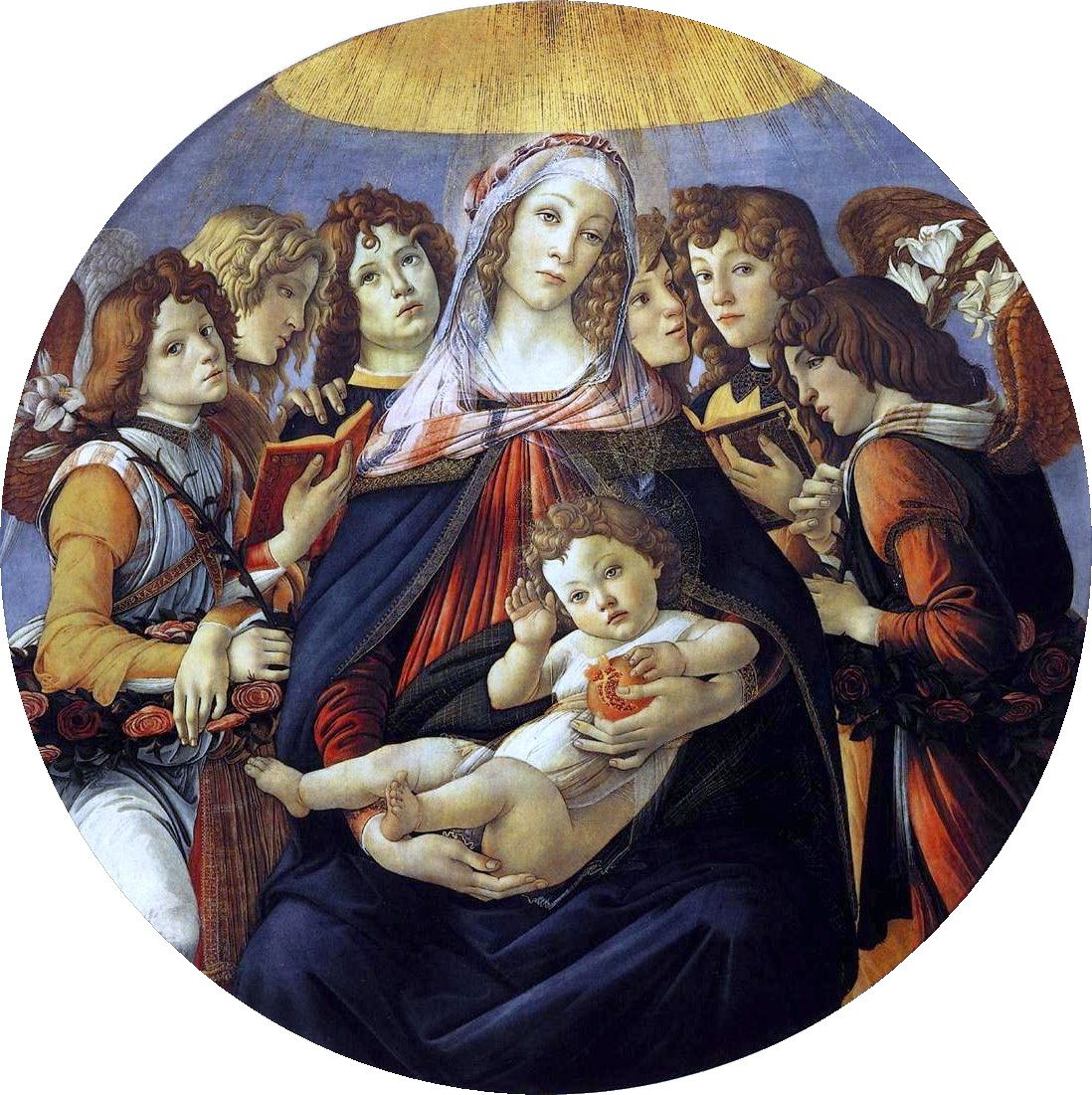
Мадонна с гранатом (Боттичелли)

Плод граната является значимым в культуре многих народов: греков, финикийцев, персов, армян, а также в христианской традиции. У финикийцев он был атрибутом бога Солнца, символом жизни. В Персии — символом высшей власти. В древнегреческой традиции плод граната являлся символом плодородия, процветания и супружества, атрибутом богини Геры и атрибутом Деметры — богини возрождения и плодородия. Согласно греческой легенде первое гранатовое дерево посадила богиня Афродита, а золотой гранат на острове Кипр стал символом любви и уз. Согласно другим же древнегреческим мифам, гранатовое дерево выросло из крови младенца Бахуса. В буддизме плод граната — один из благословенных плодов, наряду с цитрусовыми и персиком. В исламе гранатина считалась символом нравственного очищения и фруктом, который произрастал в раю. В Китае была символом изобилия, плодородия. В западноевропейской живописи изображение плода граната часто встречается на религиозных картинах. «Гранат, который держит в руке Младенец Христос, является христианским символом Воскресения (это значение восходит к древней, античной традиции), а также символом единения многих под одним началом, то есть символом Церкви». В иудаизме гранат почитался за красоту плода, а его семена символизировали плодородие, святость, и изобилие. По мнению иудаистов гранатина вмещает 613 семян, которые соответствуют 613 заповедям Торы. Изображения этих фруктов встречаются в иудейской архитектуре — они украшали колонны в храме царя Соломона, одежды еврейских царей и священников). В христианстве семена плода граната представляют Церковь, единство верующих и веры. Плод граната имеется на изображениях Марии как «Матери Церкви».
Один из наиболее распространённых орнаментов сначала в восточном, а затем и в западноевропейском искусстве оставался так называемый гранатовый узор.
Первоначально гранатовый узор появляется в XV веке на тяжёлых шёлковых, бархатных плательных и обивочных тканях и создаётся по восточным образцам. Позже, в XVI—XVII веках, распространяясь в Европе, узор стал появляться и на более лёгких льняных и хлопчатобумажных тканях. Одной из наиболее известных картина с изображением граната — «Прозерпина» Данте Габриэля Россетти (1874). На известной картине тондо Сандро Боттичелли «Мадонна Магнификат» (около 1841 года) Мария даёт своему ребенку гранат — символ Божьего милосердия — как и в другом известном тондо Боттичелли «Мадонна с гранатом». На картине фра Беато Анджелико «Богоматерь с гранатом» изображен Младенец Христос, держащий в своей ручке горсть семян граната, как символ пройти Страсти Христовы и пролить свою кровь за человечество. Альбрехт Дюрер написал два портрета императора Максимилиана I, который держит плод гранат в качестве олицетворения скипетра.